# فيض أباد (فامنين)
فيض أباد (بالفارسية: فیض‌آباد) هي قرية تقع في Khorram Dasht Rural District في إيران. يقدر عدد سكانها بـ 2,427 نسمة.